# 부산예술중학교
부산예술중학교(釜山藝術中學校)는 대한민국 부산광역시 금정구 구서동에 있는 사립 중학교이다.

## 학교 연혁
- 1998년 9월 19일 : 부산광역시 교육청으로부터 학교 설립인가를 받음
- 1998년 11월 18일 : 학교 건물 기공식을 가짐
- 1999년 2월 28일 : 학교 건물 준공
- 1999년 3월 2일 : 초대 허수남 교장 취임(부산예술고와 겸임)
- 1999년 3월 4일 : 개교식 및 제1회 입학식 거행(음악 2학급, 미술 1학급 총 126명)
- 2023년 3월 1일 : 제12대 오진현 교장 취임
- 2024년 2월 8일 : 제23회 졸업식(69명, 총 졸업생수 2,307명)
- 2025년 3월 4일 : 제27회 입학식 거행

## 참고 자료
- 부산예술중학교 - 한국교육학술정보원 학교알리미